# Lại Văn Loan
Lại Văn Loan (sinh ngày 4 tháng 5 năm 1968) là kiểm sát viên cao cấp người Việt Nam. Ông hiện giữ chức vụ Viện trưởng Viện Kiểm sát Nhân dân tỉnh Bà Rịa - Vũng Tàu (từ tháng 3 năm 2024). Ông từng giữ chức vụ Viện trưởng Viện kiểm sát nhân dân tỉnh Bình Thuận, và sau đó là Vụ trưởng Vụ thực hành quyền công tố và kiểm sát điều tra án xâm phạm hoạt động tư pháp, tham nhũng, chức vụ xảy ra trong hoạt động tư pháp (Vụ 6), Viện kiểm sát nhân dân tối cao Việt Nam.

## Tiểu sử
Lại Văn Loan sinh ngày 4 tháng 5 năm 1968.
Lại Văn Loan là đảng viên Đảng Cộng sản Việt Nam.
Ngày 18 tháng 7 năm 2012, Viện trưởng Viện kiểm sát nhân dân tối cao Việt Nam ký Quyết định số 70/QĐ-VKSTC-V9 điều động và bổ nhiệm Lại Văn Loan, Chánh Văn phòng Viện kiểm sát nhân dân tỉnh Bà Rịa – Vũng Tàu giữ chức vụ Phó Chánh Văn phòng, Trưởng đại diện Văn phòng Viện kiểm sát nhân dân tối cao tại thành phố Hồ chí Minh nhiệm kỳ 5 năm, kể từ ngày 1 tháng 8 năm 2012.
Ngày 25 tháng 3 năm 2015, Lại Văn Loan được trao Quyết định số 36/QĐ-VKSTC-V9 ngày 12 tháng 3 năm 2015 của Viện trưởng Viện kiểm sát nhân dân tối cao Việt Nam bổ nhiệm giữ chức vụ Viện trưởng Viện kiểm sát nhân dân tỉnh Bình Thuận nhiệm kì 5 năm kể từ ngày 15 tháng 3 năm 2015. Lúc này, Lại Văn Loan đang là Phó Chánh Văn phòng Viện kiểm sát nhân dân tối cao Việt Nam.
Lại Văn Loan là Tỉnh ủy viên Tỉnh ủy Bình Thuận khóa 13 nhiệm kì 2015-2020, Bí thư Ban cán sự Đảng Cộng sản Việt Nam Viện kiểm sát nhân dân tỉnh Bình Thuận.
Từ ngày 1 tháng 2 năm 2019, Lại Văn Loan, Kiểm sát viên cao cấp, được Viện trưởng Viện kiểm sát nhân dân tối cao Việt Nam Lê Minh Trí bổ nhiệm giữ chức vụ Vụ trưởng Vụ thực hành quyền công tố và kiểm sát điều tra án xâm phạm hoạt động tư pháp, tham nhũng, chức vụ xảy ra trong hoạt động tư pháp (Vụ 6), Viện kiểm sát nhân dân tối cao.